# Abatxolo
Abatxolo è una stazione della linea 2 della metropolitana di Bilbao.
Si trova lungo Abatxolo Kalea, nel quartiere di Azeta del comune di Sestao.

## Storia
La stazione è stata inaugurata il 20 gennaio 2007 tra le già esistenti stazioni di Sestao e Portugalete.